# Short track ai XXI Giochi olimpici invernali - 1000 m maschile
La gara dei 1000 m maschile di short track dei XXI Giochi olimpici invernali si è svolta tra il 17 e il 20 febbraio 2010 al Pacific Coliseum; il primo giorno sono state disputate le batterie, mentre il 20 i tre turni successivi. Il vincitore è stato il sudcoreano Lee Jung-su.
Il campione olimpico uscente era il sudcoreano Ahn Hyun-soo, che non ha partecipato perché non si è qualificato.

## Risultati

### Batterie
Sono state disputate otto batterie da quattro atleti; i prime due si sono qualificati per i quarti di finale.

#### Batteria 1
| Pos | Nome            | Nazione       | Tempo    |
| --- | --------------- | ------------- | -------- |
| 1   | Charles Hamelin | Canada        | 1'25"256 |
| 2   | Sjinkie Knegt   | Paesi Bassi   | 1'25"449 |
| 3   | Jon Eley        | Gran Bretagna | 1'25"588 |
| 4   | Ma Yunfeng      | Cina          | 1'25"814 |

#### Batteria 2
| Pos | Nome             | Nazione    | Tempo    |
| --- | ---------------- | ---------- | -------- |
| 1   | François Hamelin | Canada     | 1'25"714 |
| 2   | Tyson Heung      | Germania   | 1'25"938 |
| 3   | Viktor Knoch     | Ungheria   | 1'26"279 |
| 4   | Aidar Bekzhanov  | Kazakistan | 1'26"536 |

#### Batteria 3
Nicola Rodigari è stato qualificato al turno successivo.
| Pos | Nome               | Nazione       | Tempo        |
| --- | ------------------ | ------------- | ------------ |
| 1   | Sung Si-bak        | Corea del Sud | 1'24"245     |
| 2   | Blake Skjellerup   | Nuova Zelanda | 1'27"875     |
| 3   | Nicola Rodigari    | Italia        | 1'41"117     |
| -   | Maxime Châtaignier | Francia       | squalificato |

#### Batteria 4
| Pos | Nome          | Nazione       | Tempo    |
| --- | ------------- | ------------- | -------- |
| 1   | Han Jialiang  | Cina          | 1'26"479 |
| 2   | Nicolas Bean  | Italia        | 1'26"781 |
| 3   | Travis Jayner | Stati Uniti   | 1'26"870 |
| 4   | Tom Iveson    | Gran Bretagna | 1'27"841 |

#### Batteria 5
| Pos | Nome              | Nazione  | Tempo    |
| --- | ----------------- | -------- | -------- |
| 1   | Yuri Confortola   | Italia   | 1'27"073 |
| 2   | Thibaut Fauconnet | Francia  | 1'27"080 |
| 3   | Semën Elistratov  | Russia   | 1'27"254 |
| 4   | Assen Pandov      | Bulgaria | 1'28"580 |

#### Batteria 6
| Pos | Nome            | Nazione     | Tempo    |
| --- | --------------- | ----------- | -------- |
| 1   | Apolo Ohno      | Stati Uniti | 1'25"940 |
| 2   | Liang Wenhao    | Cina        | 1'26"249 |
| 3   | Paul Herrmann   | Germania    | 1'26"739 |
| 4   | Ruslan Zacharov | Russia      | 1'26"883 |

#### Batteria 7
| Pos | Nome              | Nazione       | Tempo    |
| --- | ----------------- | ------------- | -------- |
| 1   | Lee Jung-su       | Corea del Sud | 1'24"962 |
| 2   | J. R. Celski      | Stati Uniti   | 1'25"113 |
| 3   | Pieter Gysel      | Belgio        | 1'25"613 |
| 4   | Takahiro Fujimoto | Giappone      | 1'26"359 |

#### Batteria 8
| Pos | Nome           | Nazione       | Tempo    |
| --- | -------------- | ------------- | -------- |
| 1   | Lee Ho-suk     | Corea del Sud | 1'25"925 |
| 2   | Haralds Silovs | Lettonia      | 1'25"951 |
| 3   | Yuzo Takamido  | Giappone      | 1'26"074 |
| 4   | Lachlan Hay    | Australia     | 1'26"132 |

### Quarti di finale
Sono stati disputati quattro quarti di finale, tre da quattro atleti e uno da cinque; i primi due sono passati in semifinale.

#### Quarto 1
| Pos. | Nome            | Nazione     | Tempo    |
| ---- | --------------- | ----------- | -------- |
| 1    | Charles Hamelin | Canada      | 1'25"300 |
| 2    | Apolo Ohno      | Stati Uniti | 1'25"502 |
| 3    | Nicolas Bean    | Italia      | 1'25"827 |
| 4    | Tyson Heung     | Germania    | 1'26"098 |

#### Quarto 2
| Pos. | Nome              | Nazione       | Tempo        |
| ---- | ----------------- | ------------- | ------------ |
| 1    | Lee Jung-su       | Corea del Sud | 1'25"822     |
| 2    | Han Jialiang      | Cina          | 1'25"856     |
| 3    | Sjinkie Knegt     | Paesi Bassi   | 1'26"176     |
| 4    | Thibaut Fauconnet | Francia       | 1'26"213     |
| -    | Nicola Rodigari   | Italia        | squalificato |

#### Quarto 3
| Pos. | Nome             | Nazione       | Tempo    |
| ---- | ---------------- | ------------- | -------- |
| 1    | Sung Si-bak      | Corea del Sud | 1'24"570 |
| 2    | J. R. Celski     | Stati Uniti   | 1'24"621 |
| 3    | Yuri Confortola  | Italia        | 1'24"788 |
| 4    | Blake Skjellerup | Nuova Zelanda | 1'27"374 |

#### Quarto 4
| Pos. | Nome             | Nazione       | Tempo    |
| ---- | ---------------- | ------------- | -------- |
| 1    | Lee Ho-suk       | Corea del Sud | 1'24"980 |
| 2    | François Hamelin | Canada        | 1'25"037 |
| 3    | Liang Wenhao     | Cina          | 1'25"060 |
| 4    | Haralds Silovs   | Lettonia      | 1'50"292 |

### Semifinali
Sono state disputate due semifinali; i primi due di ognuna hanno avuto accesso alla finale A, gli altri alla finale B.

#### Semifinale 1
François Hamelin è stato ammetto alla finale A in quanto ostacolato durante la gara.
| Pos. | Nome             | Nazione       | Tempo        |
| ---- | ---------------- | ------------- | ------------ |
| 1    | Lee Ho-suk       | Corea del Sud | 1'25"347     |
| 2    | Lee Jung-su      | Corea del Sud | 1'25"560     |
| 3    | François Hamelin | Canada        | 1'45"324     |
| -    | J. R. Celski     | Stati Uniti   | squalificato |

#### Semifinale 2
| Pos. | Nome            | Nazione       | Tempo    |
| ---- | --------------- | ------------- | -------- |
| 1    | Apolo Ohno      | Stati Uniti   | 1'25"033 |
| 2    | Charles Hamelin | Canada        | 1'25"062 |
| 3    | Sung Si-bak     | Corea del Sud | 1'25"068 |
| 4    | Han Jialiang    | Cina          | 1'25"462 |

### Finali

#### Finale A
| Pos. | Nome             | Nazione       | Tempo       |
| ---- | ---------------- | ------------- | ----------- |
|      | Lee Jung-su      | Corea del Sud | 1'23"747 RO |
|      | Lee Ho-suk       | Corea del Sud | 1'23"801    |
|      | Apolo Ohno       | Stati Uniti   | 1'24"128    |
| 4    | Charles Hamelin  | Canada        | 1'24"329    |
| 5    | François Hamelin | Canada        | 1'25"206    |

#### Finale B
| Pos. | Nome         | Nazione       | Tempo        |
| ---- | ------------ | ------------- | ------------ |
| 6    | Han Jialiang | Cina          | 1'32"023     |
| -    | Sung Si-bak  | Corea del Sud | squalificato |